# Calitoxina
A calitoxina, também conhecida como CLX, é uma neurotoxina da anêmona-do-mar [en] produzida pela anêmona-do-mar Calliactis parasitica [en]. Ela afeta caranguejos e polvos, entre outros invertebrados. Foram identificados dois isomorfos (CLX-1 e CLX-2), ambos formados a partir de precursores armazenados nas células urticantes da anêmona. Após ativação e liberação, a toxina causa paralisia ao aumentar a liberação de neurotransmissores nas junções neuromusculares de invertebrados. Junto com outras toxinas derivadas de anêmonas, a calitoxina é valiosa em pesquisas sobre canais iônicos. Certos aspectos estruturais da calitoxina são distintos de outras toxinas de anêmonas-do-mar que também afetam os canais de sódio. Outras toxinas semelhantes à calitoxina funcionam de maneiras completamente diferentes.

## Origem e descoberta
A calitoxina é uma neurotoxina altamente potente produzida pela anêmona-do-mar C. parasitica, armazenada nos nematocistos de suas células urticantes. Essa anêmona pertence à família Hormathiidae e é encontrada nas costas europeias do 
Oceano Atlântico e no Mar Mediterrâneo. O nome calitoxina deriva do organismo do qual a toxina foi isolada. A toxina foi isolada por uma equipe de pesquisadores em Nápoles, Itália, a partir de animais coletados na golfo de Nápoles. A equipe isolou o polipeptídeo por meio de uma série de centrifugações até que o sobrenadante perdesse a atividade tóxica. O sedimento resultante foi purificado utilizando as técnicas de cromatografia líquida, cromatografia de exclusão de tamanho [en] e 
focalização cromática [en]. A equipe então sequenciou a cadeia polipeptídica purificada. Eles também publicaram detalhes sobre os efeitos da toxina in vitro em preparações de tecidos de crustáceos, incluindo nervos e músculos. Suas descobertas foram publicadas na revista Biochemistry [en] em 1989.

## Estrutura e química
A calitoxina possui um ponto isoelétrico em pH 5,4. Sua sequência de aminoácidos é significativamente diferente de outras toxinas conhecidas de anêmonas-do-mar. Existem dois genes conhecidos que codificam duas calitoxinas altamente homólogas: CLX-1 e CLX-2. Ambas originam-se de um peptídeo precursor de 79 aminoácidos, onde o C-terminal determina se será a CLX-1 ou a CLX-2 madura. As toxinas ativadas consistem em 46 aminoácidos com três ligações dissulfeto. Pesquisadores suspeitam que as toxinas são armazenadas como precursores em cnidócitos. Sob o efeito de algum estímulo desencadeador, o precursor é modificado e liberado na forma ativa. O padrão dos sítios de clivagem visados durante a maturação do peptídeo sugere que a estrutura quaternária ativa pode ser um tetrapeptídeo.
| Isomorfo        | Sequência                                                                              | Localizações das pontes dissulfeto |
| --------------- | -------------------------------------------------------------------------------------- | ---------------------------------- |
| Precursor CLX-1 | MKTQVLALFV LCVLFCLAES RTTLNKRNDI EKRIECKCEG DAPDLSHMTG TVYFSCKGGD GSWSKCNTYT AVADCCHQA | - - 36 – 75 - 38 – 66 - 56 – 76    |
| Precursor CLX-2 | MKTQVLAVFV LCVLFCLAES RTTLNKRIDI AKRIECKCKG DAPDLSHMTG TVYFSCKGGD GSWSKCNTYT AVADCCHQA | - - 36 – 75 - 38 – 66 - 56 – 76    |

A calitoxina e outras toxinas de anêmonas-do-mar são usadas em estudos de canais iônicos, com possíveis aplicações em pesquisas biomédicas e fisiológicas. Na CLX madura, uma substituição de par de bases é responsável pela substituição de um único ácido glutâmico por lisina na região codificante da CLX-2, resultando na diferença entre os dois isomorfos. A organização estrutural desses dois genes mostra um alto grau de homologia, sugerindo que os dois peptídeos têm a mesma função biológica. Isso ainda não pode ser confirmado, pois apenas a CLX-1 foi isolada de C. parasitica. A calitoxina apresenta uma sequência muito diferente de outra toxina de anêmona-do-mar que se liga a canais de sódio, a ATX-II [en], produzida pela Anemonia sulcata [en], uma espécie distantemente relacionada. Uma melhor compreensão dessas diferenças pode oferecer insights sobre a função de resíduos de aminoácidos específicos. Apesar de sequências genéticas marcadamente diferentes, a CLX-1 afeta os potenciais de axônios de crustáceos de maneira semelhante a outras duas classes de toxinas de anêmonas. Por outro lado, certos aspectos da estrutura dos genes da CLX são encontrados em toxinas de escorpião [en] e em outras toxinas de anêmonas-do-mar que bloqueiam canais de potássio.

## Alvo e atividade
A calitoxina provoca uma liberação massiva de neurotransmissores nas terminações nervosas da junção neuromuscular, o que causa forte contração muscular e até paralisia. O alvo exato da calitoxina ainda não foi totalmente esclarecido; como ela tem uma ação semelhante à de toxinas de Anemonia sulcata na junção neuromuscular, a calitoxina pode retardar a inativação de canais de sódio controlados por voltagem [en] em neurônios motores. A calitoxina foi testada quanto à sua atividade no caranguejo Carcinus mediterraneus. A toxina purificada foi injetada no hemocelo do caranguejo. Uma dose mínima de 0,2 μg de toxina desencadeou contrações musculares no caranguejo, causando paralisia em 1 minuto. A dose letal mediana (DL50) é desconhecida.

## Função na natureza

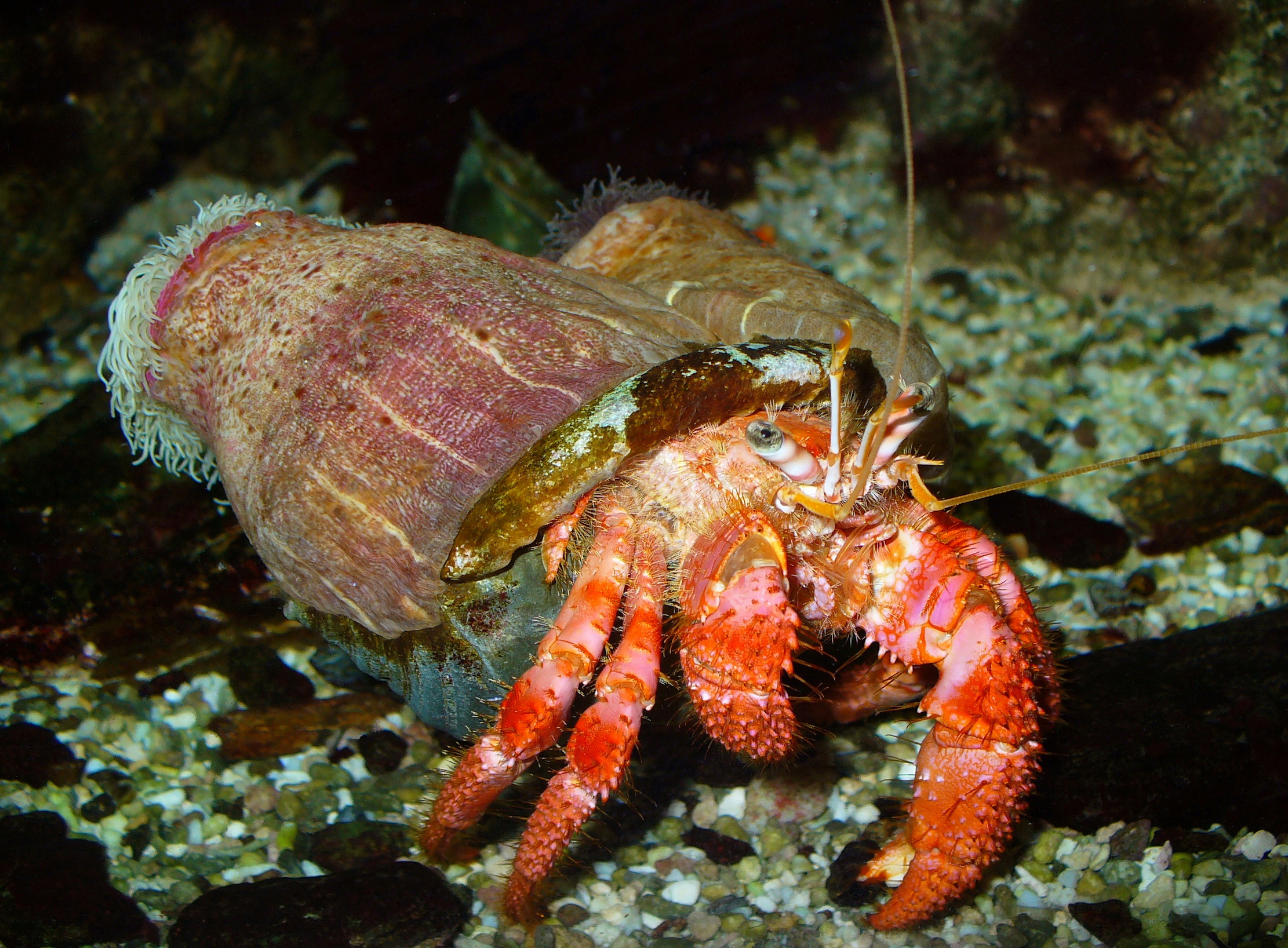
Calliactis parasitica com um Pagurus bernhardus simbiótico

As anêmonas-do-mar produzem toxinas, como a calitoxina, em suas células urticantes. Essas células contêm organelas chamadas nematocistos. Quando acionados, ocorre uma resposta de envenenamento. Isso pode resultar em ferimentos a organismos-alvo, incluindo a captura de presas, defesa contra predadores ou agressores da mesma espécie. Em seu ambiente natural, a Calliactis parasitica pode estabelecer uma relação mutualística com o caranguejo-eremita Pagurus bernhardus [en]. A anêmona-do-mar identifica conchas habitadas pelo P. bernhardus e se fixa a elas. A Calliactis parasitica oferece proteção ao caranguejo, picando ou intimidando potenciais predadores. Polvos evitam conchas com C. parasitica. Em troca dessa proteção, a anêmona-do-mar ganha acesso a uma maior distribuição de fontes de alimento, à medida que o caranguejo se move pelo fundo do oceano.